# Herman Melville
Herman Melville (født 1. august 1819, død 28. september 1891) var en amerikansk forfatter.

## Baggrund
Født ind i en prominent New York-familie voksede Melville op omgivet af økonomisk usikkerhed og aristokratiske forbindelser. Hans morfar Peter Gansevoort havde deltaget i slaget ved Saratoga i 1777, mens hans faster Mary Melville var gift med John D'Wolf (1779-1872), en kaptajn fra Rhode Island. Familien D'Wolf drev slavehandel, men i 1803 forlod John begyndte i stedet at sejle på Alaska og udvide handelsruterne til Kina. Her knyttede han forbindelse til russiske forretningsmænd og udviklede et vigtigt handelsdepot ved Columbia River. D'Wolf inspirerede sin nevø Herman Melville til at skrive Moby Dick, og optræder ved navn i romanen. Han udvekslede ofte breve med sin svigerfar, Thomas Melville.
Efter sin fars død prøvede Herman Melville at forsørge familien ved ulige jobs, indenfor bank- og lærervirksomhed; men det var hans oplevelser til søs i 1845, der gjorde ham til forfatter. Som sømand blev han taget til fange af polynesiere og holdt fanget i flere måneder. Da han vendte uskadet tilbage, opmuntrede hans venner ham til at skrive om opholdet. Typee: A Peep at Polynesian Life blev populær, og hans fortsatte at skrive om sine oplevelser i bogen Omoo.

## Moby Dick
Den store allegoriske roman Moby Dick om en hvalfangst blev dårligt modtaget. Endnu værre gik det med hans næste roman Pierre Eller Flertydighederne, der direkte udløste en skandale.
Efter disse fiaskoer forsøgte Melville sig med novellegenren, hvilket blandt andet resulterede i Skriveren Bartleby. Melville holdt herefter op med at skrive, og blev efterhånden glemt af det læsende publikum. De sidste år af sit liv boede han med sin familie først i Pittsfield, Massachusetts; derefter i New York, hvor han endte som toldinspektør på byens kajanlæg. Nogle manus lå upubliceret ved hans død, deriblandt Billy Budd. Som forfatter var han så glemt, at nekrologen i New York Times omtalte ham som "Henry Melville". I 1925 skal kritikeren Lewis Mumford have fundet et eksemplar af digtet Clarel, udgivet i 1876, i New Yorks bibliotek, med siderne uopskåret. Bogen have altså stået ulæst på sin hylde i 50 år.
Først mange år efter Melvilles død blev Moby Dick genopdaget og fik status som en af amerikansk litteraturs største romaner.